# Baán László
Baán László (Budapest, 1961. július 18. –) magyar közgazdász, 2004 óta a Szépművészeti Múzeum (Budapest) főigazgatója, 2011. október 1-jétől 2012. augusztus 31-ig az új nemzeti közgyűjteményi épületegyüttes koncepciójáért felelős kormánybiztos, ezt követően miniszteri biztosként irányítja a Liget Budapest létrehozását.

## Életpályája
Közgazdászi diplomáját 1985-ben szerezte a Marx Károly Közgazdaságtudományi Egyetemen, 1988-ban ugyanitt doktori címet szerzett. Közben, 1986-ban az Eötvös Loránd Tudományegyetem filozófia szakát is elvégezte. 1986–89 között a Magyar Tudományos Akadémia ösztöndíjasa volt. 1989–90-ben a Társadalomtudományi Intézet, majd az Magyar Tudományos Akadémia Politikai Tudományok Intézetének tudományos munkatársaként dolgozott. 1990–1994 között fővárosi önkormányzati képviselő, 1995–1997 között pedig fővárosi kulturális biztos volt. 1998–2000 között a Nemzeti Kulturális Örökség Minisztériumának gazdasági helyettes államtitkára, 2002-ig közigazgatási államtitkár, 2002–2004 között pedig gazdasági helyettes államtitkár volt.
2004-ben Hiller István miniszter a három pályázó közül őt nevezte ki a Szépművészeti Múzeum főigazgatójának (a másik két pályázó Mojzer Miklós művészettörténész, a korábbi főigazgató és Barkóczi István muzeológus voltak). Baán jelentősen megreformálta a Szépművészeti Múzeum kiállítási politikáját: a tömegeket vonzó sikerkiállításokhoz jelentős klasszikus és modern művészek munkáit hozta Budapestre, egyben a leglátogatottabb magyar múzeumok közé emelte az intézményt. 2007-ben a Van Gogh-kiállítás a 15. legnépszerűbb, 2010-ben a „Botticellitől Tizianóig” című kiállítás a maga kategóriájában, összesen 231 ezer látogatójával a világ hetedik leglátogatottabb kiállítása volt 2010-ben a The Art Newspaper felmérése szerint. Az intézmény az elmúlt években több alkalommal is a világ 100 leglátogatottabb múzeuma közé került. 2007 októberében a Szépművészeti Múzeum Múzeum Café néven muzeológiai folyóiratot indított, amely 2009-ben Magyarországon Az Év Magazinja lett, 2011-ben pedig harmadik díjat nyert az European Design Awards nemzetközi versenyében.
Vezetése alatt indult meg a Szépművészeti Múzeum föld alatti bővítésének tervezése, a meghívásos ötletpályázatot követően Karácsony Tamás, Selényi György és Sebők Ildikó építészek vezetésével. A közel négymilliárd forintos beruházáshoz a múzeum sikeres uniós támogatási pályázatot adott be. A kivitelezésre 2011 elején tervezték kiírni a közbeszerzési pályázatot, ám a beruházást 2011 februárjában a kormány leállította.
2011. október 1-jén Orbán Viktor miniszterelnök az új nemzeti közgyűjteményi épületegyüttes koncepciójáért felelős kormánybiztossá nevezte ki Baán Lászlót. Megbízása, amelyet díjazás nélkül lát el, eredetileg 2013. szeptember 30-ig szólt volna. Az 1326/2011. számú kormányhatározat értelmében a kormánybiztos feladata „a budapesti Ötvenhatosok terén kialakítandó új, nemzeti közgyűjteményi
épületegyüttes koncepciójának kidolgozása, megvalósításának és építészeti tervpályázatának előkészítése, kiemelt figyelemmel a Szépművészeti Múzeum és a Magyar Nemzeti Galéria gyűjteményeinek újraegyesítésére”. 2012. július 27-én kormánybiztosi tisztéből augusztus 31-i hatállyal felmentették, majd Liget Budapest projekttel kapcsolatos feladatok ellátásáért felelős miniszteri biztossá nevezték ki.
2011-ben Frédéric Mitterrand francia kulturális miniszter a Francia Köztársaság Művészeti és Irodalmi Rendjének lovagi fokozatát adományozta Baán Lászlónak, 2017-ben pedig a Becsületrend lovagi fokozatával tüntették ki a Franciaország és Magyarország közötti kulturális kapcsolatok fejlesztése terén végzett munkásságáért. 2014-ben sikerült visszavásárolni és hazahozni Baán László közreműködése mellett a Seuso-kincs egy részét Londonból, 2017-ben pedig főtárgyalóként közreműködött a Seuso-kincsek fennmaradó részének visszaszerzésében, így a teljes ismert gyűjtemény Magyarországra került.

## Személye körüli konfliktusok
A Szépművészeti Múzeum főigazgatójaként 2007-ben ingyen bocsátotta a múzeumot Habony Árpád rendelkezésére esküvője megrendezésére, amin ő maga volt a tanú.
A 2010-es évek elején a Szépművészeti Múzeum szabálytalanul tíz értékes antik festményt kölcsönzött ki egy Szerb utcai lakásba, amely Habony Árpádhoz volt köthető.

## Művei
- Kultúra és gazdaság Magyarországon; Média+Print, Budapest, 1997
- Magyarország kultúrája az ezredfordulón. Műhelytanulmányok; szerk. Baán László; Média+Print, Budapest, 1997

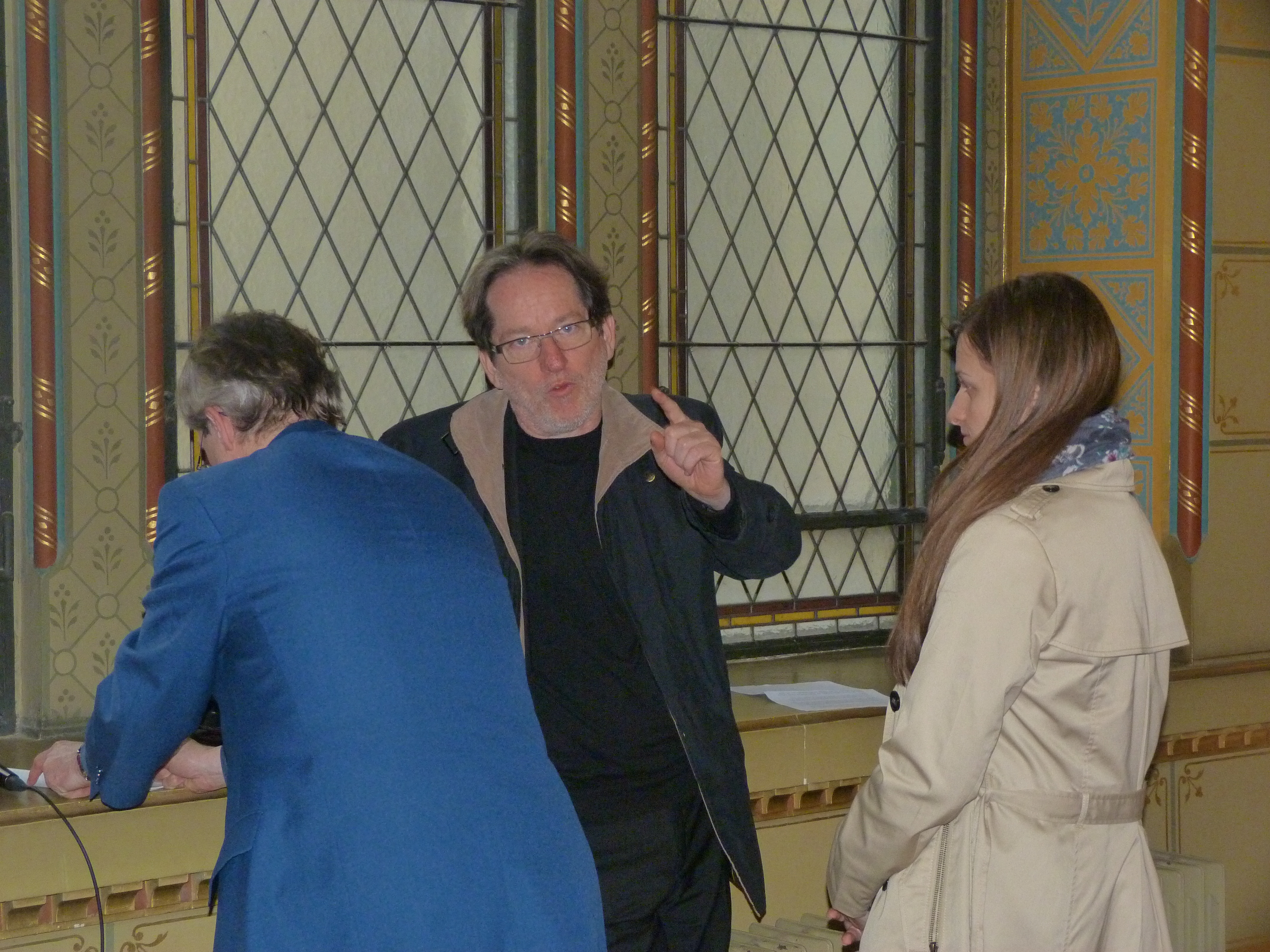
A Seuso-kincs hazahozatalakor (2014)

## Díjai
- 2008: A Magyar Köztársasági Érdemrend tisztikeresztje
- 2011: a Francia Köztársaság Művészeti és Irodalmi rendjének lovagi fokozata
- 2014: a Spanyol Királyság Katolikus Izabella-rendjének középkeresztje
- 2017: a Francia Köztársaság Becsületrendjének lovagi fokozata
- 2020: Olaszország Csillagrendjének parancsnoki fokozata
- 2022: A Magyar Érdemrend középkeresztje